# Брегалья
Брегалья (італ. Bregaglia) — громада  в Швейцарії в кантоні Граубюнден, регіон Малоя.

## Географія
Громада розташована на відстані близько 180 км на схід від Берна, 60 км на південь від Кура.
Брегалья має площу 251,5 км², з яких на 0,9% дозволяється будівництво (житлове та будівництво доріг), 14,1% використовуються в сільськогосподарських цілях, 21,6% зайнято лісами, 63,4% не є продуктивними (річки, льодовики або гори).

## Демографія
2019 року в громаді мешкало 1555 осіб (-2,9% порівняно з 2010 роком), іноземців було 14,3%. Густота населення становила 6 осіб/км².
За віковим діапазоном населення розподілялося таким чином: 16,8% — особи молодші 20 років, 56,4% — особи у віці 20—64 років, 26,8% — особи у віці 65 років та старші. Було 731 помешкань (у середньому 2,1 особи в помешканні).
Із загальної кількості 895 працюючих 89 було зайнятих в первинному секторі, 289 — в обробній промисловості, 517 — в галузі послуг.